# 土方兄弟
土方兄弟（ひじかたきょうだい）は松竹芸能所属の兄弟からなるお笑いコンビ。
旧コンビ名は「特殊免許（とくしゅめんきょ）」。

## メンバー
- あにやん（本名:土方大空（ひじかた ひろたか）

1980年2月15日（45歳）【兄】
ボケ担当・立ち位置【向かって左】
奈良県生駒市出身
血液型B型 身長167cm 体重96.8kg(2024年2月15日時点)
愛称は「あにやん」
- ヒロキ（本名:土方拓軌（ひじかた ひろき）

1982年11月21日（42歳）【弟】
ツッコミ担当・立ち位置【向かって右】
奈良県生駒市出身
血液型AB型 身長182cm 体重78.95kg(2025.2.22時点)
2019年、結婚。　

## 来歴
- 2009年、コンビ結成。2012年12月、コンビ名を「特殊免許」から「土方兄弟」に改名。
- 2014年度よりリニューアルされた松竹芸能の大阪若手お笑い頂上決戦ライブ「関西ゲラゲラジム〜特上〜」にて、雷ジャクソン、チキチキジョニーを抑え、2014年1月の月間MVP、初代チャンピオンとなった[1]。
- 2014年10月、第3回 関西演芸しゃべくり話芸大賞 準グランプリに選ばれる。グランプリは同じ松竹芸能所属のトライアングル[2]。

## エピソード
- あにやん、ヒロキ共に大阪市天王寺区にある聖バルナバ病院にてこの世に生を享ける。
- 漫才維新〜ytv漫才新人賞選考会〜 2013-14の裏実況（ニコニコ生放送）では、MCの銀シャリによくイジられていた。
- 弟のヒロキは、シーズン中には週に何度も池に足を運ぶ程の、大のバス釣り好き。特にジャッカルのルアーやロッドを好んで使用し、InstagramやTwitterに釣果報告を載せている。その腕前もなかなかのもの。しかし、釣り番組のオファーもなく、ジャッカルからの案件なども当然の如く来ない事を、ラジオやゲーム生配信などで本人がたびたび話している。
- 2021年12月12日開催の奈良マラソンにて、41歳・体重90kgのあにやんは、完走こそならなかったが33km走るという頑張りを見せた。しかし、33km地点にて制限時間オーバーの為あえなくリタイア。その頑張りに感動したファンも少なくなかった。その後のラジオ土方兄弟noひーじーとーく(2021年12月16日放送分)にて「今までで一番ヒロキに会いたい‼︎と思った日」と語り笑いを誘った。

## 出演

### ドラマ
- NHK連続テレビ小説《わろてんか》（NHK大阪放送局）

放送期間 2017年10月2日 - 2018年3月31日
- NHK連続テレビ小説《まんぷく》（NHK大阪放送局）

放送期間 2018年10月1日 - 2019年3月30日
- 大江戸グレートジャーニー〜ザ・お伊勢参り〜（WOWOWプライム）

放送期間 2020年6月6日 - 2020年7月11日
- DIVER-特殊潜入班-（関西テレビ放送）【第1話】

放送期間 2020年9月22日 - 2020年10月20日
- NHK連続テレビ小説《おちょやん》（NHK大阪放送局）

放送期間 2020年11月30日 - 2021年5月14日
- 六畳間のピアノマン（NHK大阪放送局）

放送期間 2021年2月6日 - 2021年2月27日
- ムショぼけ（朝日放送テレビ）

放送期間 2021年10月3日 - 2021年12月12日
- あなたのブツが、ここに（NHK大阪放送局）

放送期間 2022年8月22日 - 2022年9月29日
- 探偵ロマンス（NHK大阪放送局）

放送期間 2023年1月21日 - 2023年2月11日
- NHK連続テレビ小説《ブギウギ (テレビドラマ)》（NHK大阪放送局）

放送期間 2023年10月2日 -
- スペシャルドラマ必殺仕事人 （テレビ朝日）（朝日放送テレビ）

放送期間 2023年12月29日

### テレビ
- 関ジャニ∞のジャニ勉（関西テレビ）

放送日 2011年1月19日
- アメトーーク!（テレビ朝日）

- 売れてないのに子どもいる芸人 -

(特殊免許:大空(兄)のみ)
放送日 2011年1月20日
- ぽじポジたまご （KBS京都）

放送期間 2008年3月 - 2016年9月
- 漫才維新2013-14 ytv漫才新人賞選考会 ROUND3（読売テレビ）

放送日 2014年1月30日
- 水野真紀の魔法のレストランR（毎日放送）

- 串カツ激戦区に密着SP!梅田地下街VS新世界 -
放送日 2014年9月8日
- 笑卵WAVE（J:COMウエスト）

放送期間 不明
- あほやねん!すきやねん!→週末応援ナビ☆あほやねん!すきやねん!→学校再発見バラエティー あほやねん すきやねん（NHK大阪放送局）

「時事っち」（準レギュラー）

「10分一本勝負」（リポーター）
放送期間 2008年9月 - 2016年3月
- 鶴瓶のうるさすぎる新年会2015（フジテレビ）

放送日 2015年1月1日
- 上方漫才大賞の使者！漫才マン 激走！笑いの伝道師たち（関西テレビ）

放送日 2015年2月1日
- 桃色つるべ〜お次の方どうぞ〜（関西テレビ）

放送日 2016年1月8日
- ネタパレ（フジテレビ）

放送日 2017年7月14日
- わが心の大阪メロディー（NHK大阪放送局）

放送日 2018年12月11日
- Nami乗りジョニーの京街Diary（KBS京都）

(弟:ヒロキのみ）
放送日 2020年5月7日
- 逆転人生（NHK）

(コンビで再現VTR出演)
放送日 2020年9月7日
- オンエア決めろ！ー笑武ー（BSJapanext）

放送日 2022年9月13日
- KCN情報発信スタジオ《Kスタ!》（KCNファミリーch）

放送期間 2018年5月1日 - 現在放送中（毎週火曜日 19:00〜19:30）

### ラジオ
- 森脇健児のサタデーミーティング（KBS京都ラジオ）

- 土方兄弟noひーじーとーく（ならどっとFM）

放送期間 2018年4月5日 - 現在放送中（第一・第三木曜日 19:00〜20:00)

### 舞台
- 夕（ゆう）

出演時期 2012年11月

### その他
- JK21 アトリエクラブライブ MC

### DVD
- 桃色つるべ〜お次の方どうぞ〜 vol.2【鶴盤】